# 朝鲜突腹蛛
朝鲜突腹蛛（学名：Ero koreana）为拟态蛛科突腹蛛属的动物。分布于朝鲜以及中国大陆的湖南等地。该物种的模式产地在朝鲜。